# Vodovod
Vodovòd je splet cevi in cistern, ki dovaja in odvaja vodo. Je eden najpomembnejših tehnoloških izumov na področju urbanizacije, saj je omogočil visoko raven higiene tudi v velikih mestih.